# Robert Leino
Robert Leino, född 14 april 1993 i Tavastehus, Egentliga Tavastland, Finland, är en finländsk professionell ishockeyspelare. Leino har tidigare spelat för bland annat HPK och Ilves. Från säsongen 2020/2021 spelar Leino för Örebro hockey.